# Regionnät

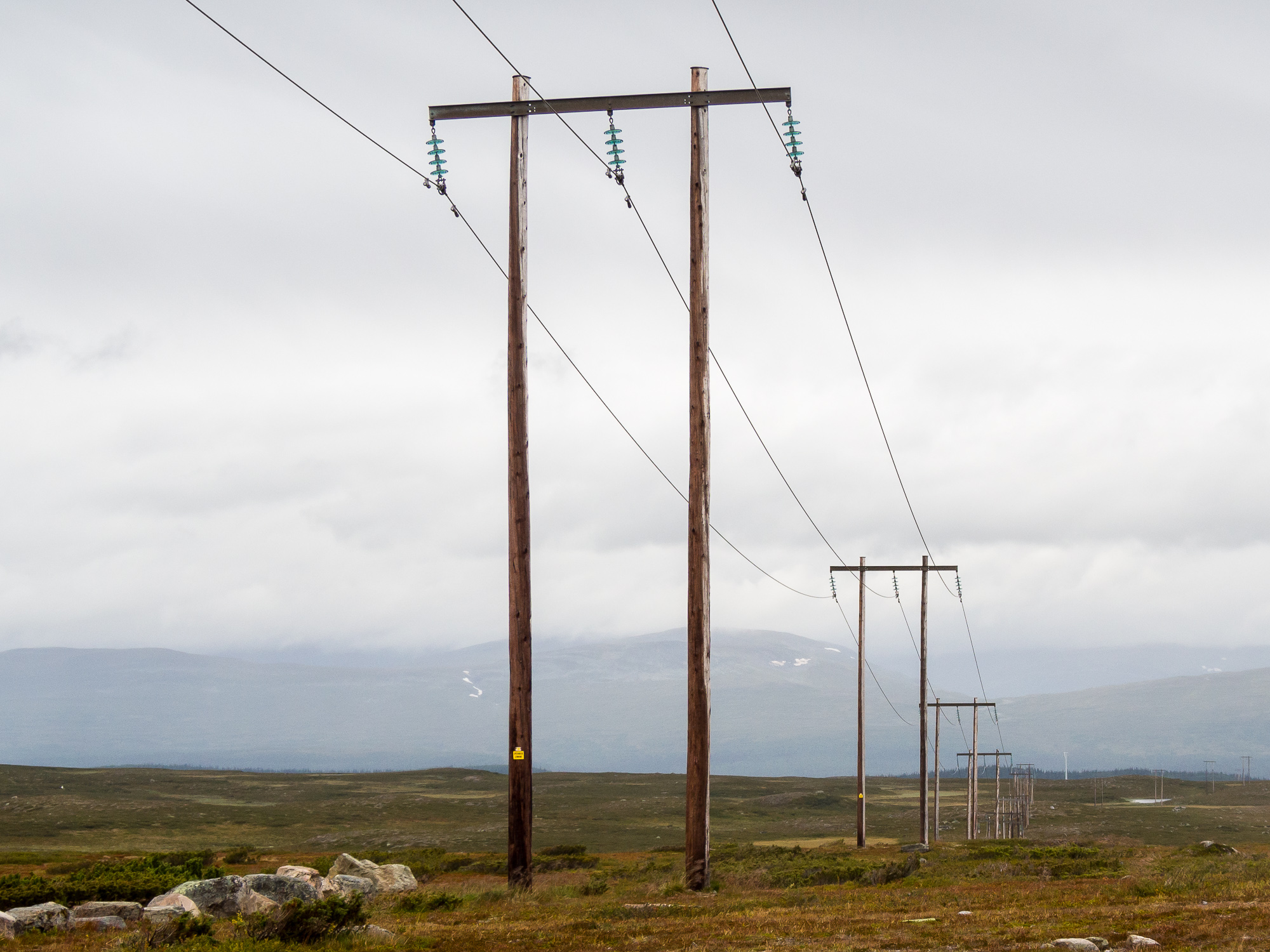
En regionnätsledning över Flatruet i Härjedalen.

Ett regionnät är en del av överföringssystemet för elektricitet. Regionnäten ansluter till transmissionsnätet för el och har vanligen spänningsnivåer på mellan 130 och 30 kilovolt (kV). I den svenska ellagen definieras ett regionnät som en ledning eller ett ledningsnät som inte ingår i ett transmissionsnät och som omfattas av en nätkoncession för linje eller av en nätkoncession för område med en lägsta tillåtna spänning.
Regionnätens huvudsakliga funktion är att överföra el mellan transmissionsnätet och lokalnäten, som har lägre spänningsnivåer. Tre nätföretag – E.ON Energidistribution Sverige AB, Vattenfall Eldistribution AB och Ellevio AB – äger större delen av de svenska regionnäten.
I många länder finns inget regionnät utan överföringen sker direkt från transmissionsnätet till distributionssystemet.